# Латвийская национальная библиотека
Латвийская национальная библиотека (латыш. Latvijas Nacionālā bibliotēka, сокр. LNB) — крупнейшая библиотека Латвии. Национальная библиотека является государственным учреждением Министерства культуры Латвии. Библиотека играет важную роль в развитии в Латвии информационного общества, обеспечении доступа в Интернет, в поддержке научных исследований и непрерывного образования.

## История

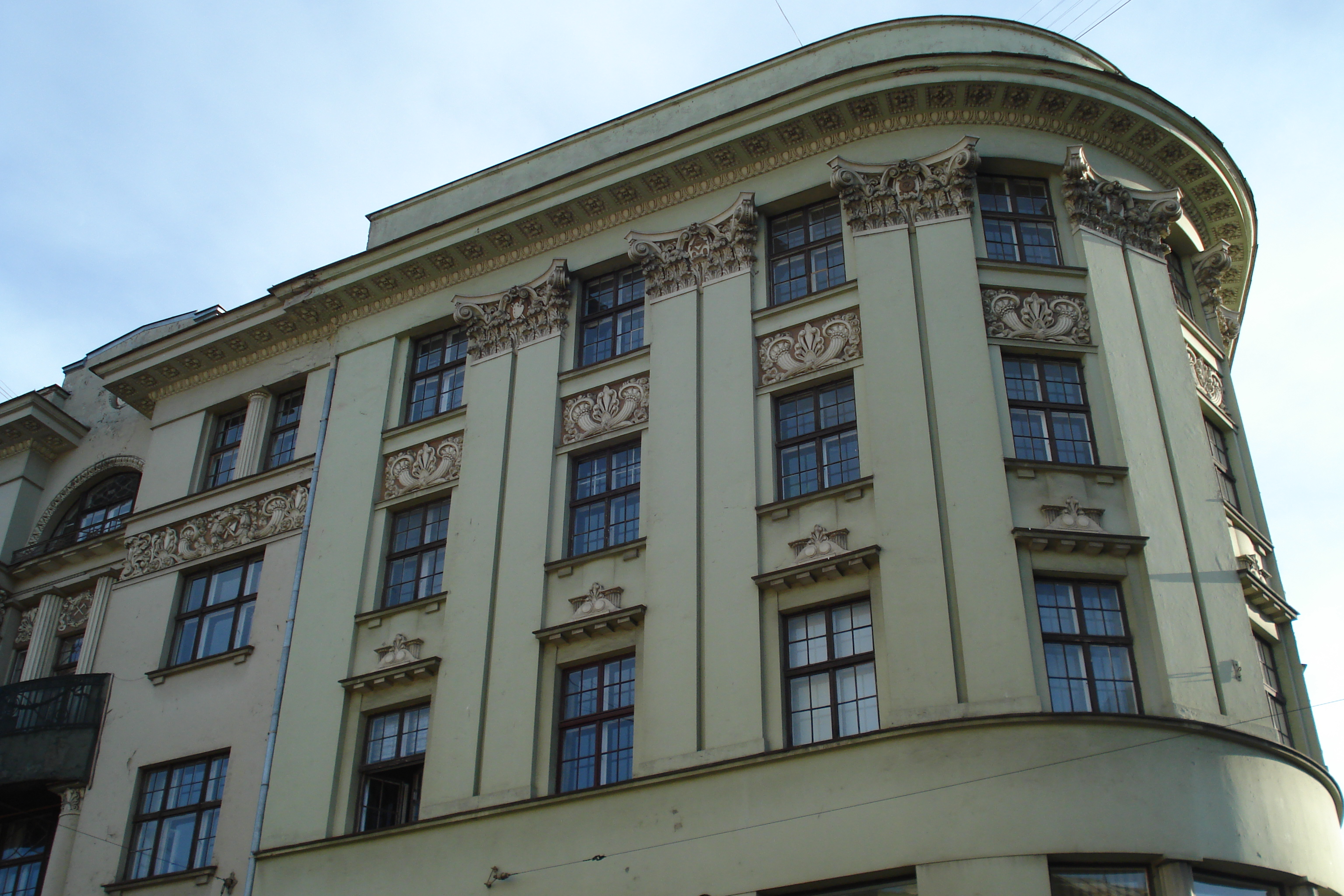
Здание библиотеки на ул. Кр. Барона (1956—2014)

29 августа 1919 года Кабинет министров Латвии основал Латвийскую Государственную библиотеку. В распоряжение библиотеки была передана бывшая резиденция вице-губернатора Лифляндии — на улице Яуниела, дом 26, где 1 июня 1920 года был открыт читальный зал на 40 мест. В 1920 году библиотека получила помещения напротив Рижского замка на площади Пилс, дом 2. Первым руководителем библиотеки был Янис Мисиньш (1862—1945).
Впоследствии Национальная библиотека сменила много зданий, пока в 2008—2014 годах на левом берегу Даугавы, напротив исторического центра города, не было построено специальное здание необычной архитектуры — так называемый «За́мок света» (латыш. Gaismas pils).

## Деятельность
В 1924 году Латвия присоединилась к Брюссельской конвенции, предусматривающей международный обмен печатной продукцией — официальными документами, научными и литературными изданиями.
С 1950 года при библиотеке началось издание «Хроники журнальных и газетных статей». В 1968 году библиотека организовала первый семинар для прибалтийских библиотек — латвийских, литовских и эстонских (LiLaEst).
В 1992 году в Латвийской Республике был принят закон «О Национальной библиотеке Латвии». В 2002 году Банк Латвии выпустил памятную монету в один лат с изображением нового здания библиотеки. В 2006 году была основана Национальная цифровая библиотека Латвии — Letonica. В 2007 году библиотека была включена в список научно-исследовательских институтов Латвии.
Национальная библиотека Латвии принимает участие в международных библиотечных организациях — IFLA, CENL, CDNL, CERL, EBLIDA, LIBER, IAML (англ. International Association of Music Libraries, Archives and Documentation Centres), IBBY, Bibliotheca Baltica и других международных организациях — IASA, BAAC, AABS, IGeLU, IIPC (англ. International Internet Preservation Consortium), хAEPM; использует кодификаторы и стандарты ISBN, ISSN и ISMN.
Национальная библиотека предлагает групповые экскурсии, во время которых посетителей знакомят со зданием, работой библиотеки и предлагаемыми услугами. Экскурсии проводятся с понедельника по субботу включительно; для жителей Латвии экскурсии бесплатны.

## Галерея

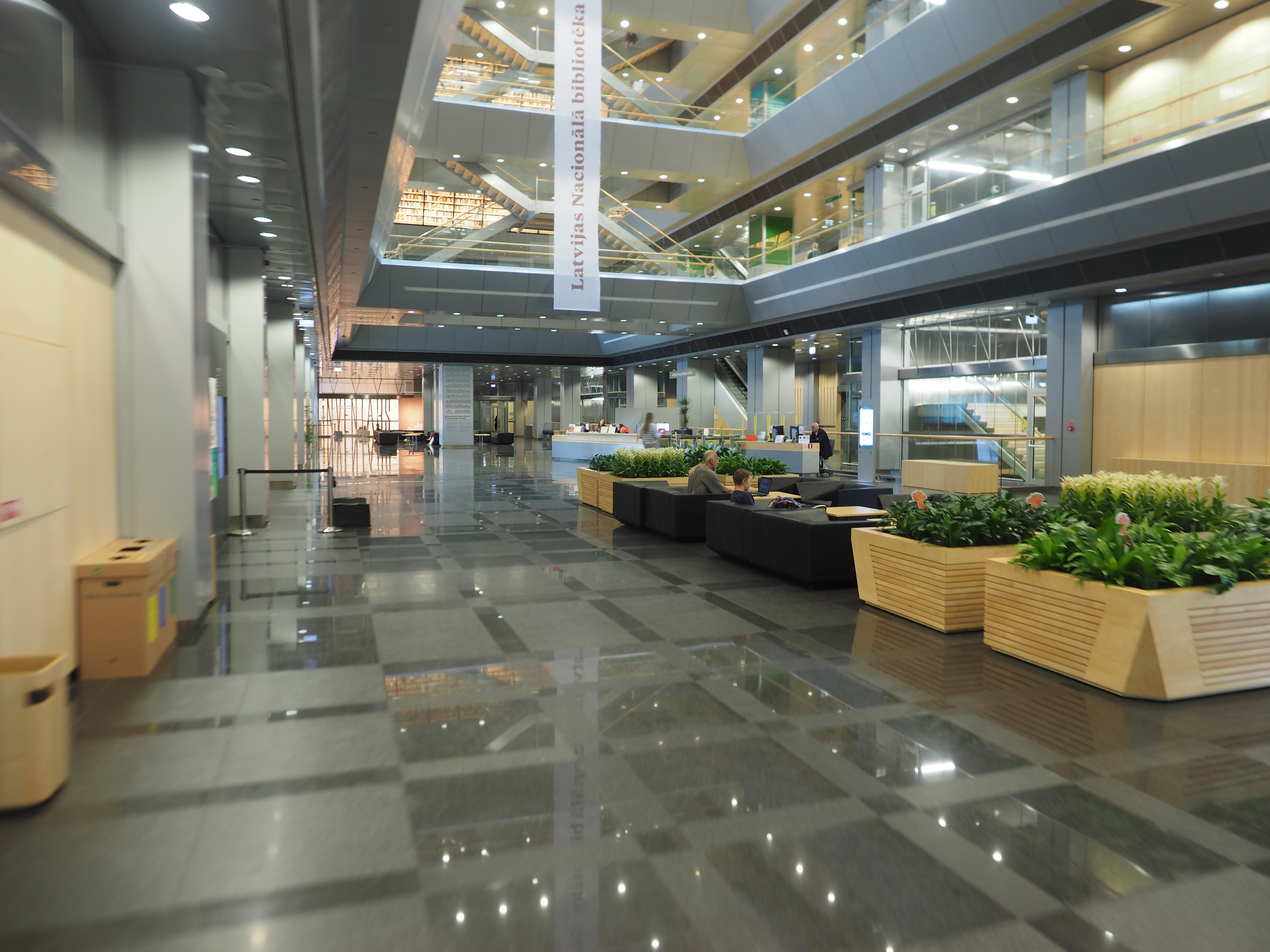
Интерьер Латвийской национальной библиотеки
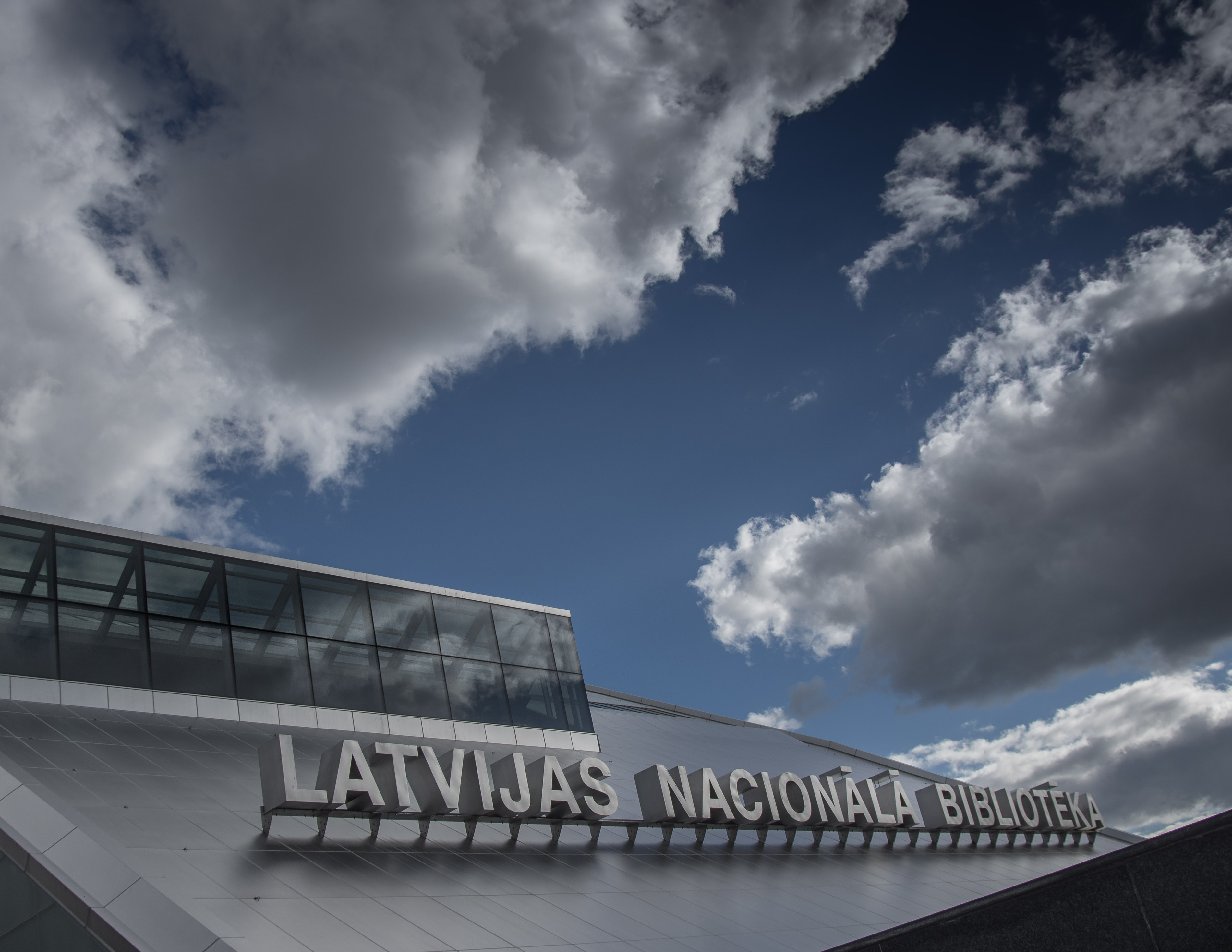
Элемент оформления — название библиотеки
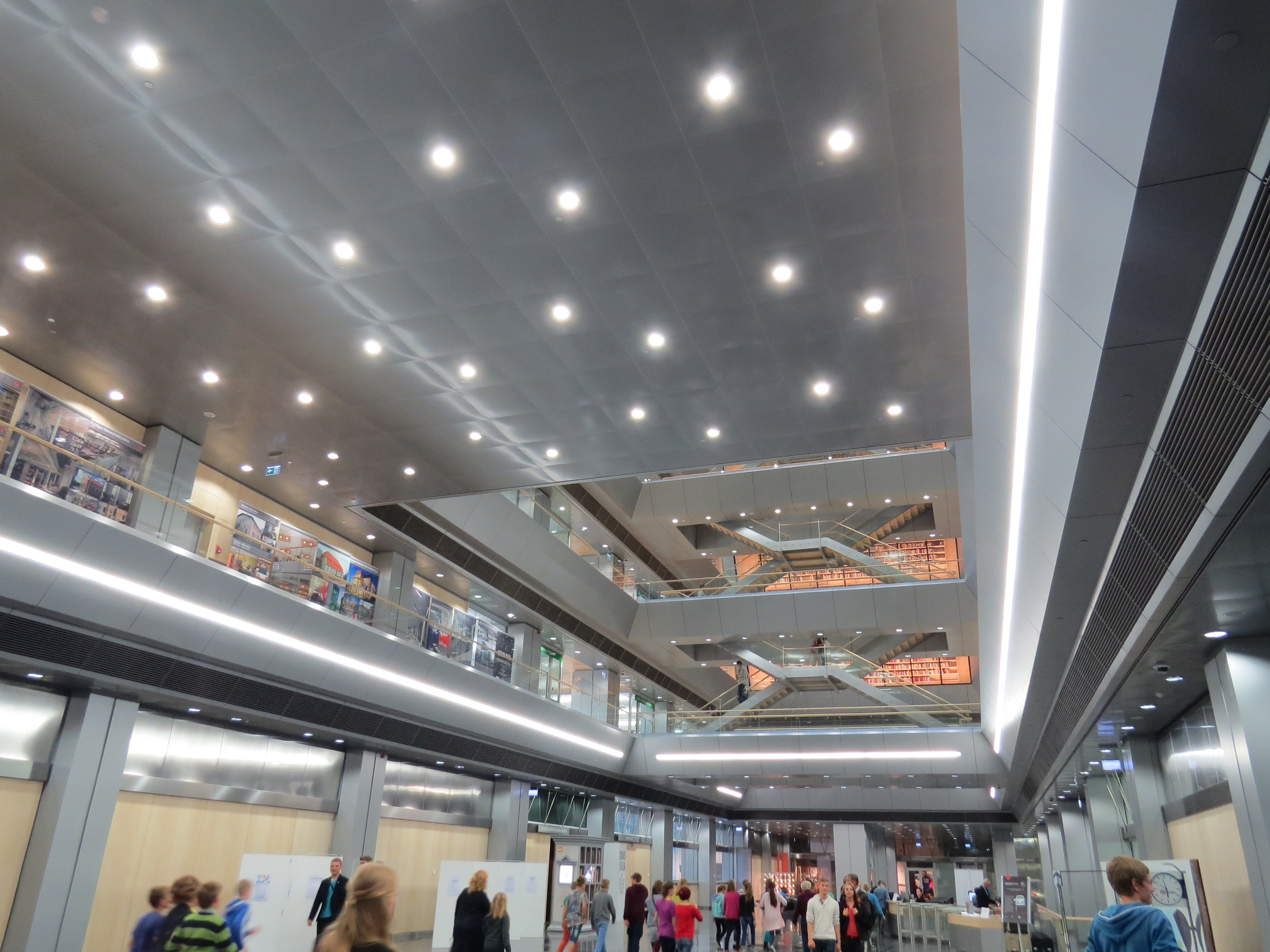
Интерьер — главный холл
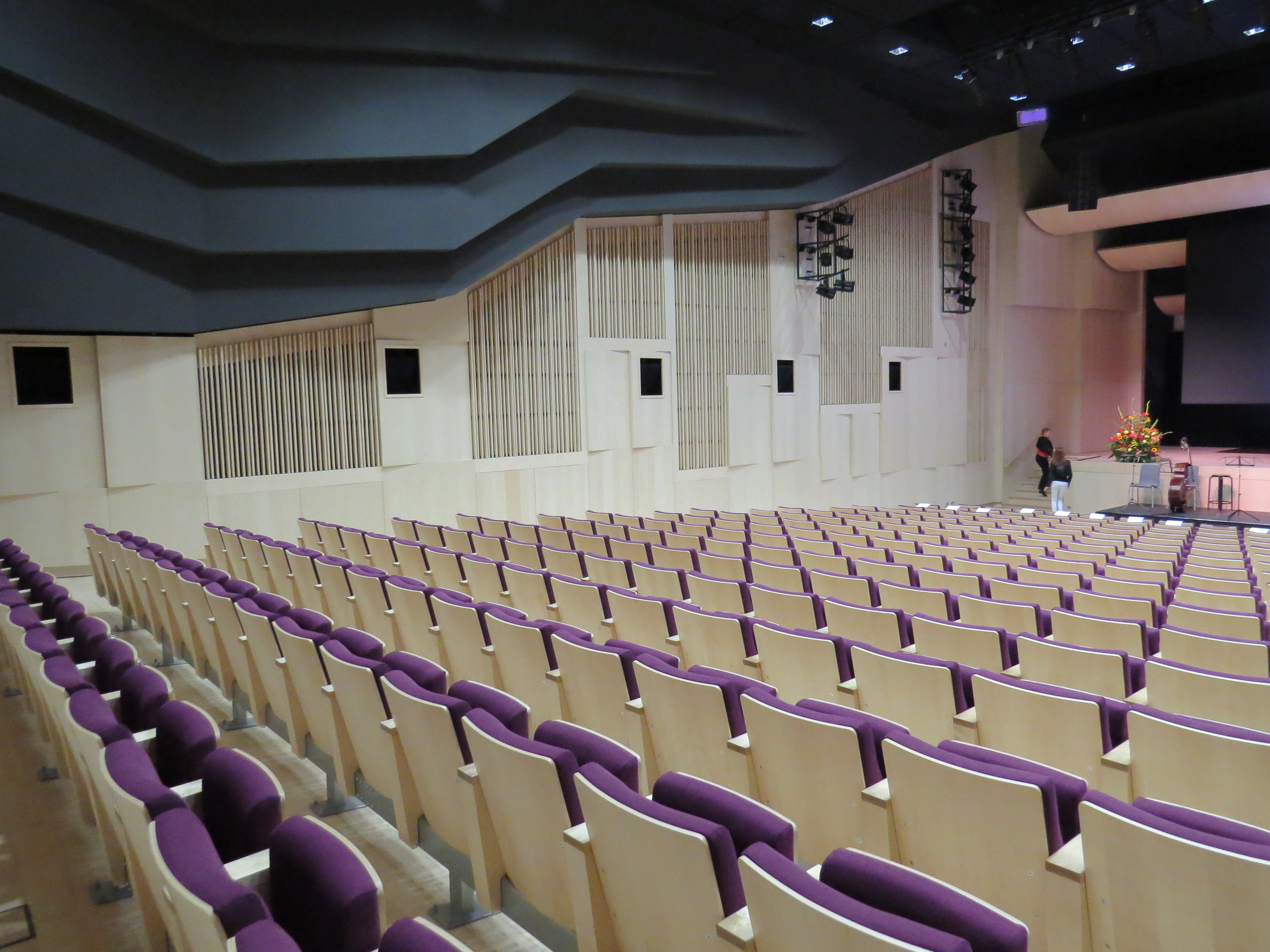
Концертный зал, названный в честь Иманта Зиедониса
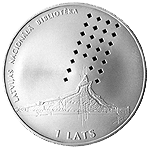
Юбилейная монета с изображением здания
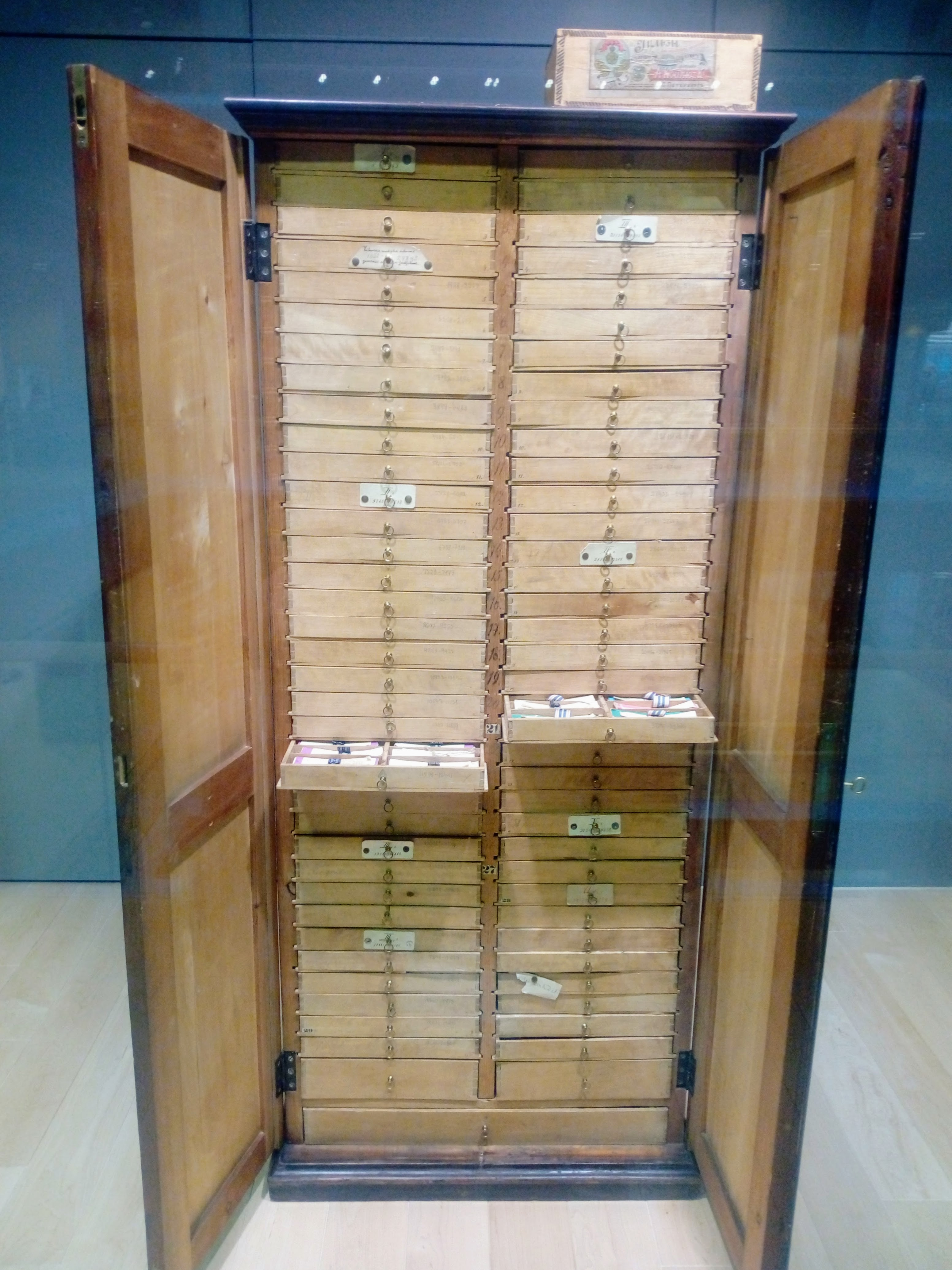
Шкаф дайн с текстами почти 230 000 латышских дайн